# Александрувка (Янівський повіт)
Александрувка (пол. Aleksandrówka) — село в Польщі, у гміні Батож Янівського повіту Люблінського воєводства.
Населення — 398 осіб (2011).
У 1975-1998 роках село належало до Тарнобжезького воєводства.

## Демографія
Демографічна структура станом на 31 березня 2011 року:
|          | Загалом | Допрацездатний вік | Працездатний вік | Постпрацездатний вік |
| -------- | ------- | ------------------ | ---------------- | -------------------- |
| Чоловіки | 196     | 41                 | 120              | 35                   |
| Жінки    | 202     | 41                 | 109              | 52                   |
| Разом    | 398     | 82                 | 229              | 87                   |